# C. Douglass Buck
C. Douglass Buck (New Castle, 1890. március 21. – New Castle, 1965. január 27.) az Amerikai Egyesült Államok szenátora (Delaware, 1943–1949).